# 우앙카벨리카

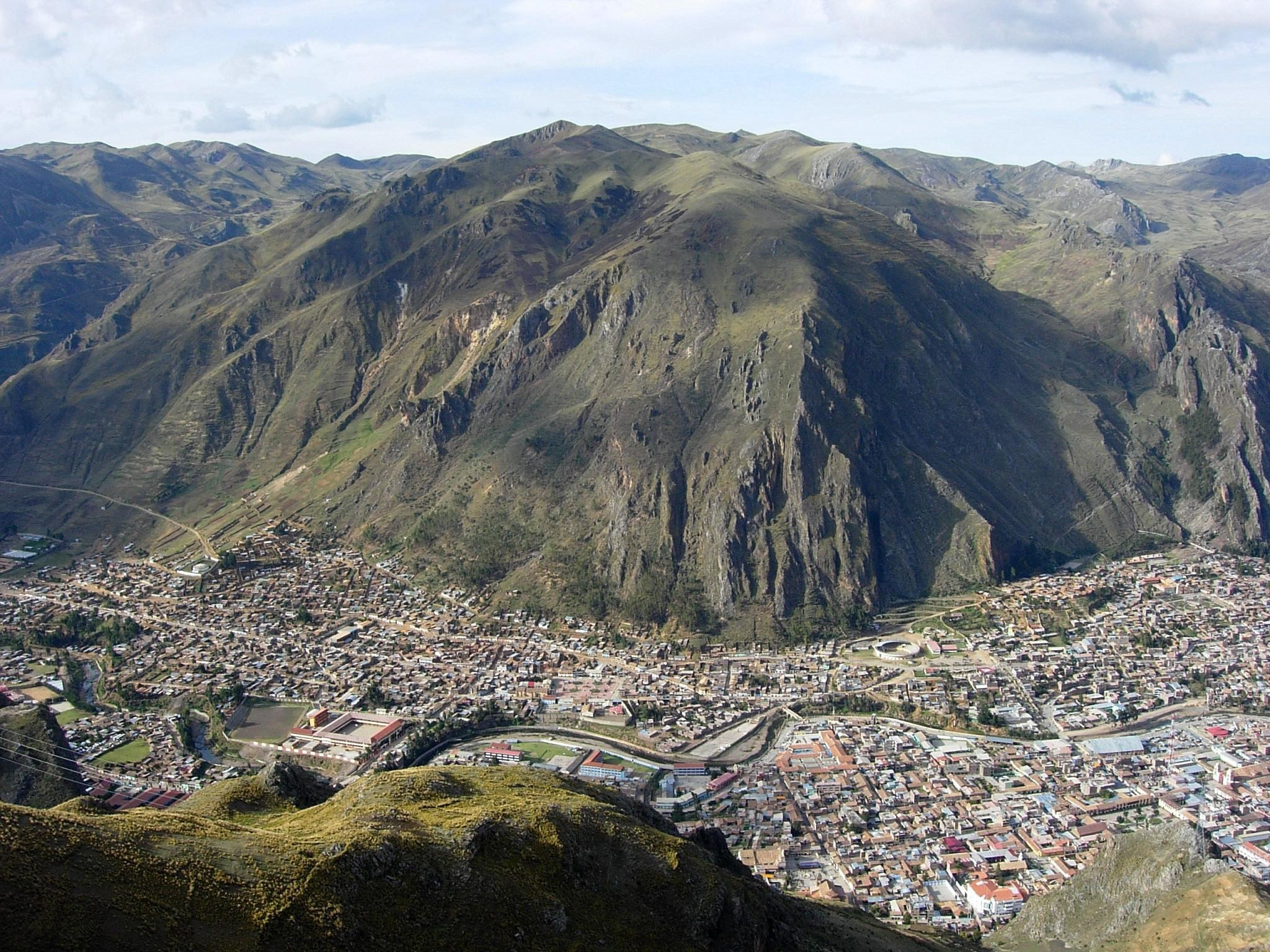
우앙카벨리카

우앙카벨리카(스페인어: Huancavelica, 케추아어: Wankawilka)는 페루 남서부에 위치한 도시로 우앙카벨리카 주의 주도이며 면적은 514.10km2, 높이는 3,676m, 인구는 47,866명(2015년 기준)이다. 1565년 수은 광산이 발견되었다.
라틴 아메리카 지역 중 수은 매장량이 가장 풍부한 것으로 알려져 있다.
1492년 콜럼버스가 아메리카에 도달한 이후, 아메리카 대륙은 발견과 탐험의 시대를 거쳐 16세기에 들어서 본격적인 정복과 식민지 시대가 시작되었다. 1521년 코르테스가 아즈텍 제국을 정복하고 1533년 피사로가 잉카 제국을 멸망시키는등 스페인들은 정복전쟁을 통하여 현지 문명을 파괴한후 식민지를 건설하였다.
1545년 볼리비아 포토시, 1546년 멕시코의 사카테카스, 과나후아토(1548년)에서 대규모 은 광산이 발견되면서 스페인에 큰 부를 안겨다 주었다. 초창기에는 전통적인 방법인 용광로를 이용한 용해법을 사용하여 은을 분리했었다. 1556년경부터는 수은 아말감법이 도입되면서 은의 함유량이 낮은 광석에서도 은을 뽑아낼수 있게 되었고 19세기까지 해마다 5,000만 달러의 은을 생산할 수 있게 되었다. 수은은 1565년 페루의 우앙카벨리카(Huancavelica)에서 발견된 수은 광산에서 공급하였으나 생산량이 부족하였기 때문에 스페인의 알마덴 광산에서 들여오기도 했다.